# Astrocles djakonovi
Astrocles djakonovi är en sjöstjärneart som beskrevs av Gruzov 1964. Astrocles djakonovi ingår i släktet Astrocles och familjen Freyellidae. Inga underarter finns listade i Catalogue of Life.